# Loïs Boisson
Loïs Boisson (* 16. Mai 2003 in Dijon) ist eine französische Tennisspielerin.

## Karriere
Boisson spielt bislang vorrangig Turniere der ITF Women’s World Tennis Tour, wo sie bisher sechs Titel im Einzel gewonnen hat. Anfang Mai 2024 gewann sie in Saint-Malo ihr erstes Turnier im Rahmen der WTA Challenger Series.
2021 erhielt sie eine Wildcard für die Qualifikation im Dameneinzel, sowie zusammen mit ihrer Partnerin Juline Fayard für das Hauptfeld im Doppel der Open 6ème Sens Métropole de Lyon 2021.
2025 erreichte Loïs Boisson im Juni mit einer Wildcard als ungesetzte Spielerin und Nummer 361 der Weltrangliste das Halbfinale der French Open. Auf ihrem Weg dorthin gewann sie im Achtelfinale gegen die an Position drei gesetzte Jessica Pegula und im Viertelfinale gegen die Nummer sechs der Setzliste Mirra Andrejewa. Sie war die erst dritte Spielerin, der es seit 1980 gelang, bei ihrem Grand-Slam-Debüt das Halbfinale zu erreichen. Die beiden Anderen waren Monica Seles 1989 und Jennifer Capriati 1990, die es ebenfalls bei den French Open schafften. Ihren ersten Titel auf der WTA Tour feierte sie im Juli bei den MSC Hamburg Ladies Open 2025 mit einem Zweisatzsieg gegen Titelverteidigerin Anna Bondár, womit sie in der Weltrangliste bis auf Platz 44 vorrückte.

## Turniersiege

### Einzel
| Nr. | Datum              | Turnier       | Kategorie      | Belag        | Finalgegnerin       | Ergebnis       |
| --- | ------------------ | ------------- | -------------- | ------------ | ------------------- | -------------- |
| 1.  | 18. September 2022 | Dijon         | ITF W15        | Sand         | Vivian Wolff        | 7:5, 3:6, 7:5  |
| 2.  | 26. März 2023      | Le Havre      | ITF W15        | Sand (Halle) | Diana Martynov      | 6:0, 4:6, 6:2  |
| 3.  | 24. März 2024      | Larnaka       | ITF W35        | Sand         | Despina Papamichail | 6:2, 6:0       |
| 4.  | 31. März 2024      | Terrassa      | ITF W35        | Sand         | Hanne Vandewinkel   | 6:0, 7:68      |
| 5.  | 14. April 2024     | Bellinzona    | ITF W75        | Sand         | Anna Bondár         | 6:3, 2:6, 6:4  |
| 6.  | 5. Mai 2024        | Saint-Malo    | WTA Challenger | Sand         | Chloé Paquet        | 4:6, 7:63, 6:3 |
| 7.  | 11. Mai 2025       | Saint-Gaudens | ITF W75        | Sand         | Tatjana Prosorowa   | 7:64, 6:0      |
| 8.  | 20. Juli 2025      | Hamburg       | WTA 250        | Sand         | Anna Bondár         | 7:5, 6:3       |